# Élections locales britanniques de 2006 à Londres
Les élections locales britanniques de 2006 ont lieu le 4 mai 2006 en Angleterre. À Londres, 1 861 conseillers d'arrondissement sont à élire.
Il y a aussi 3 maires à élire.

## Résultats

### Global
| Parti | Parti                      | Votes   | Votes | Votes | Conseils | Conseils | Sièges | Sièges |
| Parti | Parti                      | Voix    | %     | +/-   | Élus     | +/-      | Élus   | +/-    |
| ----- | -------------------------- | ------- | ----- | ----- | -------- | -------- | ------ | ------ |
|       | Parti conservateur         | 746 177 | 34,9  | +0,8  | 14       | +6       | 785    | +133   |
|       | Parti travailliste         | 596 570 | 27,9  | -6,0  | 7        | -8       | 684    | -182   |
|       | Libéraux-démocrates        | 443 772 | 20,7  | +0,1  | 3        | =        | 316    | +9     |
|       | Parti vert                 | 169 160 | 7,9   | +2,4  | 0        | =        | 12     | +11    |
|       | Parti du respect           | 38 662  | 1,8   |       | 0        |          | 15     |        |
|       | Parti national britannique | 21 625  | 1,0   | +0,6  | 0        | =        | 14     | +14    |
|       | Autres                     | 123 713 | 5,8   | +0,4  | 0        | =        | 35     | +2     |
|       | Conseil sans majorité      |         |       |       | 8        | +2       |        |        |
| Total | Total                      |         |       |       | 32       | 32       | 1 861  | 1 861  |

### Par arrondissement

Résultats à Londres.

| Conseil                | Majorité sortante | Majorité sortante | Majorité élue | Majorité élue |
| ---------------------- | ----------------- | ----------------- | ------------- | ------------- |
| Barking and Dagenham   |                   | Travailliste      |               | Travailliste  |
| Barnet                 |                   | Conservateur      |               | Conservateur  |
| Bexley                 |                   | Travailliste      |               | Conservateur  |
| Brent                  |                   | Travailliste      |               | Sans majorité |
| Bromley                |                   | Conservateur      |               | Conservateur  |
| Camden                 |                   | Travailliste      |               | Sans majorité |
| Croydon                |                   | Travailliste      |               | Conservateur  |
| Ealing                 |                   | Travailliste      |               | Conservateur  |
| Enfield                |                   | Conservateur      |               | Conservateur  |
| Greenwich              |                   | Travailliste      |               | Travailliste  |
| Hackney                |                   | Travailliste      |               | Travailliste  |
| Hammersmith and Fulham |                   | Travailliste      |               | Conservateur  |
| Haringey               |                   | Travailliste      |               | Travailliste  |
| Harrow                 |                   | Sans majorité     |               | Conservateur  |
| Havering               |                   | Sans majorité     |               | Conservateur  |
| Hillingdon             |                   | Sans majorité     |               | Conservateur  |
| Hounslow               |                   | Travailliste      |               | Sans majorité |
| Islington              |                   | LibDem            |               | Sans majorité |
| Kensington and Chelsea |                   | Conservateur      |               | Conservateur  |
| Kingston upon Thames   |                   | LibDem            |               | LibDem        |
| Lambeth                |                   | Sans majorité     |               | Travailliste  |
| Lewisham               |                   | Travailliste      |               | Sans majorité |
| Merton                 |                   | Travailliste      |               | Sans majorité |
| Newham                 |                   | Travailliste      |               | Travailliste  |
| Redbridge              |                   | Conservateur      |               | Conservateur  |
| Richmond upon Thames   |                   | Conservateur      |               | LibDem        |
| Southwark              |                   | Sans majorité     |               | Sans majorité |
| Sutton                 |                   | LibDem            |               | LibDem        |
| Tower Hamlets          |                   | Travailliste      |               | Travailliste  |
| Waltham Forest         |                   | Sans majorité     |               | Sans majorité |
| Wandsworth             |                   | Conservateur      |               | Conservateur  |
| Westminster            |                   | Conservateur      |               | Conservateur  |

### Maires
| Municipalité | Maire sortant | Maire sortant | Maire sortant | Maire élu     | Maire élu | Maire élu    |
| ------------ | ------------- | ------------- | ------------- | ------------- | --------- | ------------ |
| Hackney      | Jules Pipe    |               | Travailliste  | Jules Pipe    |           | Travailliste |
| Lewisham     | Steve Bullock |               | Travailliste  | Steve Bullock |           | Travailliste |
| Newham       | Robin Wales   |               | Travailliste  | Robin Wales   |           | Travailliste |